# René Frydman
Pour les articles homonymes, voir Frydman.
René Frydman, né le 3 novembre 1943 à Soumoulou dans les Pyrénées-Atlantiques, est un obstétricien, gynécologue des hôpitaux de Paris et professeur des universités français.
Il est celui qui a permis la naissance d'Amandine, premier « bébé éprouvette » français ainsi que celles des premiers bébés français à partir d'ovocytes congelés.
En février 2012, il crée, sur Le Monde.fr, le blog Un enfant... enfin, dans lequel il milite pour la création de la fondation Prévention et lutte contre la stérilité, qui vise à impulser la recherche et l'innovation dans le domaine.
Il est marié à la peintre Monique Frydman.

## Biographie
Juifs d'origine polonaise, ses parents s'étaient réfugiés dans les Pyrénées pendant la guerre.
Il a un grand frère, Guy, qui a fait des études de pharmacie.
Fréquentant les mouvements d'extrême-gauche, il milite au sein de l’Union des étudiants communistes (UEC). En 1970, il part pour la Jordanie afin de fournir une assistance médicale aux Palestiniens pendant le Septembre noir. Plus tard, il sera parmi les membres fondateurs de Médecins sans frontières. Il s'engage par la suite dans le Groupe d'information santé et en 1973, il signe le manifeste des 331 médecins avouant avoir pratiqué un avortement.
En 1974, il se spécialise, un peu par défaut, dans l'obstétrique et entre à l'hôpital Antoine-Béclère de Clamart, dans le service du Professeur Émile Papiernik, un hôpital qu'il ne quittera plus. Il obtient son agrégation de médecine en 1979.
Il fait partie de l'équipe, dirigée par le professeur Émile Papiernik, qui permet la naissance du premier « bébé éprouvette » français, Amandine, le 24 février 1982. Amandine a été conçue par fécondation in vitro, technique mise au point en France par le biologiste Jacques Testart et ses collaborateurs.
Il accouche le premier bébé issu d'un embryon congelé en 1986.
René Frydman est membre du Comité consultatif national d'éthique de 1986 à 1990 et de la Commission nationale consultative des droits de l'homme. En 1992, il a été chargé de mission au ministère de la Santé auprès de Bernard Kouchner. Il s'oppose à toute reconnaissance des mères porteuses. Il est convaincu qu’« on ne peut pas légaliser ce recours sans légaliser en même temps une certaine exploitation de la femme ».
Il réalise en 2000 la première naissance après un diagnostic préimplantatoire et en 2003, la naissance du premier bébé français issu de la maturation in vitro.
En février 2011, il crée le premier bébé « médicament » en France, ou bébé du « double espoir » selon ses propres termes, à l'hôpital Antoine-Béclère à Clamart.
Après 36 ans à l'hôpital Antoine-Béclère de Clamart, René Frydman rejoint le service du professeur Jean-Marc Ayoubi à l’hôpital Foch de Suresnes, dans le cadre d’une activité clinique de gynécologie / obstétrique et de médecine de la reproduction. Ayant dépassé l'âge légal de la retraite, il est aujourd'hui professeur émérite, ce qui lui permet de poursuivre ses recherches, tout particulièrement dans le domaine des « bébés médicaments ». En 2014, il est cité comme témoin dans l'affaire André Hazout, un ancien collègue de l'hôpital Antoine-Béclère.
En mars 2016, il signe une tribune dans le Monde avec cent-trente médecins et biologistes qui reconnaissent avoir aidé des couples homosexuels à avoir des enfants en infraction avec la loi et s'engage pour l'ouverture de la procréation médicalement assistée (PMA) à ces mêmes couples.
En mars 2016, il accorde une interview vidéo dans laquelle il revient sur l'histoire de la première FIV, sa vision de la PMA en France, ses combats et ses projets.
Il apporte son soutien à Emmanuel Macron au second tour de l'élection présidentielle de 2017, à ses yeux, il s'agit du seul candidat « qui a pris le temps de comprendre les enjeux de la procréation médicalement assistée. »
En mai 2022, il se raconte sur la radio France Culture, dans une série de cinq émissions.

## Radio
Depuis 2008, René Frydman produit et anime sur France Culture l'émission Révolutions médicales.

## Cinéma
- 2014 Un château en Italie : un obstétricien lors d'une fécondation in vitro (mains et voix uniquement)[17]

## Distinctions

### Hommage
L'école primaire de Soumoulou, village de naissance de René Frydman, porte son nom.

### Décoration
- Commandeur de la Légion d'honneur en 2014[19].
- Grand officier de l'ordre national du Mérite en 2018.